# Bækarve-familien
Bækarve-familien (Elatinaceae) er oftest urteagtige planter fra fugtige biotoper. De har modsatte og mere eller mindre tandede blade. De små enkeltblomster er samlet i små hoveder. Her beskrives kun den ene slægt, der rummer arter, som er vildtvoksende i Danmark.
| Slægter |

- Bergia
- Bækarve (Elatine)